# Krauss-Typ B VIII
Als Typ B VIII bezeichnete die Lokomotivfabrik Krauss & Comp. Linz schmalspurige Tenderlokomotiven für Waldbahnen.

## Geschichte
Diese Lokomotiven wurden von Krauss in Linz für Waldbahnen entwickelt und waren für Holzfeuerung konzipiert. Die k.k. Staatsbahnen (kkStB) führten Lokomotiven einer recht ähnlichen Bauart als Reihe Cv. Die Produktion dieses Typs dauerte bis in die 1920er Jahre.
Die 1904 mit der Werknummer 6134 gelieferte Lokomotive fuhr dagegen mit der Nummer III auf der Schmalspurbahn Slaný–Smečno-Šternberk in Mittelböhmen. Sie hatte eine Spurweite von 700 mm. Nach der Schließung der Bahn 1932 wurde die Lokomotive an die staatliche Forstverwaltung verkauft und auf 760 mm umgespurt. Ab 1937 war sie als U 44.902 in Ust-Tschorna im damaligen Karpatenrussland stationiert und fuhr fortan auf der Waldbahn Tereswatal. Dort war sie bis etwa 1950 im Einsatz. 1939, als die Waldbahn Tereswatal von der privaten Gesellschaft Taracsvölgyi erdei vasút (TEV, deutsch „Waldbahn Theresiental“) weiterbetrieben wurde, bekam die Lokomotive die Bezeichnung K 44.912.